# Pinar del Río
Pinar del Río ist die Hauptstadt der gleichnamigen Provinz und liegt im Westen Kubas etwa 150 Kilometer von der Hauptstadt Havanna entfernt. Sie hat 191.328 Einwohner (2015) und liegt am Fluss Río Guamá auf einer Höhe von 60 Metern über dem Meeresspiegel.
Pinar del Río ist die „Tabakhauptstadt“ Kubas. Circa 80 Prozent der Gesamtproduktion des Landes stammen aus dieser Gegend. Ferner stellt das Elektronikkombinat „Ernesto Che Guevara“ hier exportfähige Solarmodule her.

## Geschichte
Der Ort wurde 1669 als „Nueva Filipina“ gegründet. Aufgrund der umgebenden Kiefernwälder und des nahegelegenen Flusses Río Guamá wurde der Name später in „Pinar del Río“ („Kiefernwäldchen am Fluss“) umbenannt. Vorher lebten in dieser Region Ureinwohner vom Stamm der Guanahatabeyes, die jedoch ausgerottet wurden. Die Stadt wuchs schnell, weil der kubanische Tabak sehr gefragt war. Trotzdem war Pinar del Río kurz nach der Revolution die ärmste Region Kubas. Mittlerweile hat sich das jedoch geändert, nicht zuletzt wegen der verhältnismäßig guten Infrastruktur: nach der Revolution wurde Pinar del Río an die kubanische Westostautobahn („autopista“) angeschlossen, außerdem existiert eine Bahnanbindung und ein Flughafen. Heute gilt Pinar del Río als die wohlhabendste Region Kubas.
Im Jahre 1896 wurde die Stadt von General Antonio Maceo besetzt.
Während der Kubakrise spielte die Region um Pinar del Río erneut eine Rolle, da hier der größte Teil der sowjetischen Raketen stationiert war.
Beim Durchzug des Hurrikans „Ian“ am 27. September 2022 lag die Stadt 1,5 Stunden im Auge des Wirbelsturms und wurde entsprechend verwüstet.

## Gemeindepartnerschaft
- Sainte-Anne (Martinique)

## Sehenswürdigkeiten
- Palacio Guasch
- Teatro José Jacinto Milanés
- Fábrica de Tabacos
- Botanischer Garten

## Persönlichkeiten
- Cirilio Villaverde (* 1812 in San Diego de Nuñez, Provinz Pinar del Río), Schriftsteller; schrieb unter anderem Cecilia Valdés
- Guillermo Rubalcaba (1927–2015), Pianist, Komponist und Orchesterleiter
- Armando Valladares (* 1937), Schriftsteller und ehemaliger Botschafter der USA in der UN-Menschenrechtskommission
- Pedro Pablo Oliva (* 1949), Nationalpreisträger für Bildhauerei, Maler
- Abel Prieto (* 1950), Politiker, Schriftsteller, Redakteur und Lehrer
- Pedro Pérez (1952–2018), Dreispringer
- Roberto Robaina (* 1956), Maler und ehemaliger Politiker
- Rene Capo (1961–2009), US-amerikanischer Judoka
- Julio Quintana Martínez (* 1962), ehemaliger Boxer
- Alberto Rodríguez Hernández (* 1963), ehemaliger Ringer
- Alejandro Puerto (* 1964), ehemaliger Ringer
- Mellow Man Ace (* 1967), amerikanisch-kubanischer Rapper
- Omar Linares  (* 1967), ehemaliger Baseballspieler und zweifacher Olympiasieger
- Héctor Milián (* 1968), ehemaliger Ringer
- Xiomara Rivero (* 1968), ehemalige Speerwerferin
- Darsi Ferrer (1969–2017), Arzt, unabhängiger Journalist und Dissident
- Vladimir Rivero Hernández (1971–2004), kubanisch-ungarischer Handballspieler
- Carlos Pintado (* 1974), kubanisch-US-amerikanischer Dichter, Erzähler und Journalist
- Jaliesky García (* 1975), isländischer ehemaliger Handballspieler
- Michel López (* 1976), ehemaliger Superschwergewichtsboxer
- Yoel Romero (* 1977), MMA-Kämpfer und ehemaliger Ringer
- Andry Laffita (* 1978), Boxer
- Yosvany Falcón (* 1979), ehemaliger Radrennfahrer
- Jorge Pupo (* 1982), Wasserspringer
- Yarelys Barrios (* 1983), Diskuswerferin
- Yoan Pablo Hernández (* 1984), ehemaliger kubanisch-deutscher Boxer
- Yarianna Martínez (* 1984), Dreispringerin
- Diosmely Peña (* 1985), Mittelstreckenläuferin (800-Meter-Distanz)
- Yarisley Silva (* 1987), Stabhochspringerin
- Roniel Iglesias (* 1988), Boxer
- Aymée Martínez (* 1988), Sprinterin (400-Meter-Lauf)
- Lisandra Teresa Ordaz Valdés (* 1988), Schachspielerin
- Idalys Ortíz (* 1989), Judoka im Schwergewicht
- Leyanis Pérez (* 2002), Dreispringerin